# Montrond-les-Bains
Montrond-les-Bains település Franciaországban, Loire megyében. Lakosainak száma 5655 fő (2022. január 1.). Montrond-les-Bains Boisset-lès-Montrond, Chalain-le-Comtal, Cuzieu, Marclopt, Saint-André-le-Puy és Unias községekkel határos.

## Népesség
A település népességének változása:
| Lakosok száma | 2436 | 3137 | 3627 | 4608 | 5269 | 5290 | 5302 | 5342 | 5444 | 5655 |
|               | 1968 | 1982 | 1990 | 2006 | 2013 | 2015 | 2017 | 2019 | 2020 | 2022 |